# ソヴェリーア・マンネッリ
ソヴェリーア・マンネッリ（イタリア語: Soveria Mannelli）は、イタリア共和国カラブリア州カタンザーロ県にある、人口約3,000人の基礎自治体（コムーネ）。

## 地理

### 位置・広がり

#### 隣接コムーネ
隣接するコムーネは以下の通り。括弧内のCSはコゼンツァ県所属を示す。
- ビアンキ (CS)
- カルローポリ
- コロージミ(CS)
- デコッラトゥーラ
- ジミリアーノ
- ペディヴィリアーノ (CS)

## 行政

### 分離集落
ソヴェリーア・マンネッリには、以下の分離集落（フラツィオーネ）がある。
- Colla, Pirillo, San Tommaso, Celifetto, Santa Margherita